# Maria Libiszowska-Żółtkowska
Maria Antonina Libiszowska-Żółtkowska (ur. 1945) – polska socjolożka, specjalizująca się w socjologii religii, socjologii kultury i socjologii medycyny, profesor zwyczajna Uniwersytetu Warszawskiego (UW). Córka Stefana Libiszowskiego i Zofii Libiszowskiej (historyczki, profesorki Uniwersytetu Łódzkiego).

## Życiorys
W 1993 uzyskała stopień doktora habilitowanego nauk humanistycznych w zakresie socjologii na podstawie dorobku naukowego i rozprawy pt. Postawy inteligencji wobec religii. Studium socjologiczne. W 2001 otrzymała tytuł naukowy profesor nauk humanistycznych. Była zatrudniona w Instytucie Socjologii na Wydziale Filozofii i Socjologii Uniwersytetu Marii Curie-Skłodowskiej w Lublinie. Jest zatrudniona w Instytucie Profilaktyki Społecznej i Resocjalizacji Wydziału Stosowanych Nauk Społecznych i Resocjalizacji UW. Pełni funkcję skarbnika Polskiego Towarzystwa Religioznawczego.
Czterdziestolecie pracy naukowej uhonorowano zbiorową publikacją: Między socjologią a religioznawstwem w teorii i badaniach Marii Libiszowskiej-Żółtkowskiej (red. Janusz Mariański, Ewa Stachowska, PTR, Warszawa 2011, ss. 370).

## Wybrane publikacje
- Czego obawiają się ludzie? Współczesne zagrożenia społeczne - diagnoza i przeciwdziałanie, Warszawa 2007.
- Konwertyci nowych ruchów religijnych, Lublin 2003.
- Kościoły i związki wyznaniowe w Polsce. Mały słownik, Warszawa 2001.
- Nowe ruchy religijne w zwierciadle socjologii, Lublin 2001.
- Oblicza religii i religijności, Kraków 2008.
- Postawy inteligencji wobec religii. Studium socjologiczne, Warszawa 1991.
- Religia i religijność w warunkach globalizacji, Kraków 2007.
- Religijność i duchowość - dawne i nowe formy, Kraków 2010.
- Tożsamości religijne w społeczeństwie polskim. Socjologiczne studium przypadków, Warszawa 2009.
- Wiara uczonych. Esej socjologiczny mocno osadzony w empirii, Kraków 2000.
- Pomiędzy sekularyzacją a religijnym ożywieniem. Podobieństwa i różnice w przemianach religijnych w Polsce i w Niemczech, Kraków 2012[2]
- Leksykon socjologii religii. Zjawiska - badania - teorie, Warszawa 2004[2]

## Wybrane publikacje w czasopiśmie
- Studenci o religii - doniesienie z badań pilotażowych, rok wydania: 2010[2]
- Profesor Jan Szczepański (1913-2004), rok wydania: 2005[2]
- Kościoły i związki wyznaniowe, rok wydania: 2003[2]
- Kościół Zjednoczeniowy w Polsce - jednostkowy wybór, zbiorowy ostracyzm, rok wydania: 2000[2]